# Jacopo della Quercia
Jacopo della Quercia właśc. Jacopo di Pietro (ur. ok. 1367 w Quercegrossa, zm. 20 października 1438 w Sienie) – włoski rzeźbiarz wczesnego odrodzenia we Włoszech (quattrocento), przedstawiciel szkoły sieneńskiej.

## Życiorys
Pracował w wielu miejscach i czasami nie doprowadzał zamówionych realizacji do końca. W 1401 uczestniczył w konkursie na drzwi baptysterium florenckiego. Jego dziełem są m.in. płaskorzeźby zdobiące główny portal Bazyliki św. Petroniusza w Bolonii, wykonane 1430-1434, przedstawiające sceny biblijne, fontanna zwana Radosnym Źródłem (Fonte Gaia) w Sienie (zamówiona w 1409, wykonana w latach 1414-1419) i nagrobek Hilarii del Caretto w Lukce. Wykonał także jedną z plakiet zdobiących chrzcielnicę w baptysterium w Sienie (1416-1420) z przedstawieniem Zwiastowania Zachariaszowi. 
Od działającego w tym samym czasie Ghibertiego różni go sposób, w jaki korzystał z dziedzictwa antyku. Podczas gdy u Ghibertiego postacie stanowią jakby elementy krajobrazu, a przez swoją wiotkość nawiązują do gotyku międzynarodowego, masywne i atletyczne postacie della Quercii wypełniają całe pole kompozycji i odcinają się od tła mocnym konturem.

## Galeria

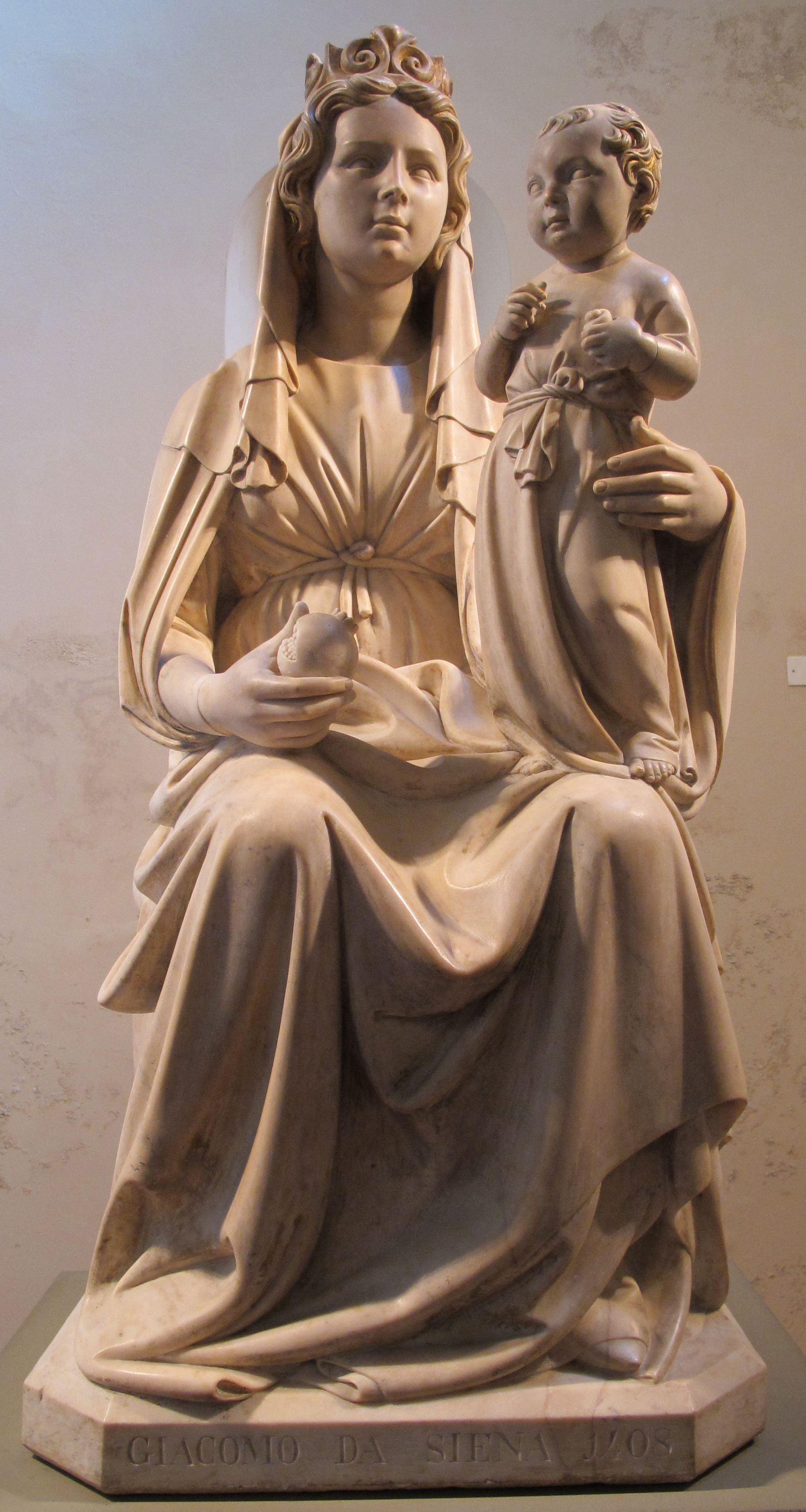
Madonna della melagrana, 1403-1408
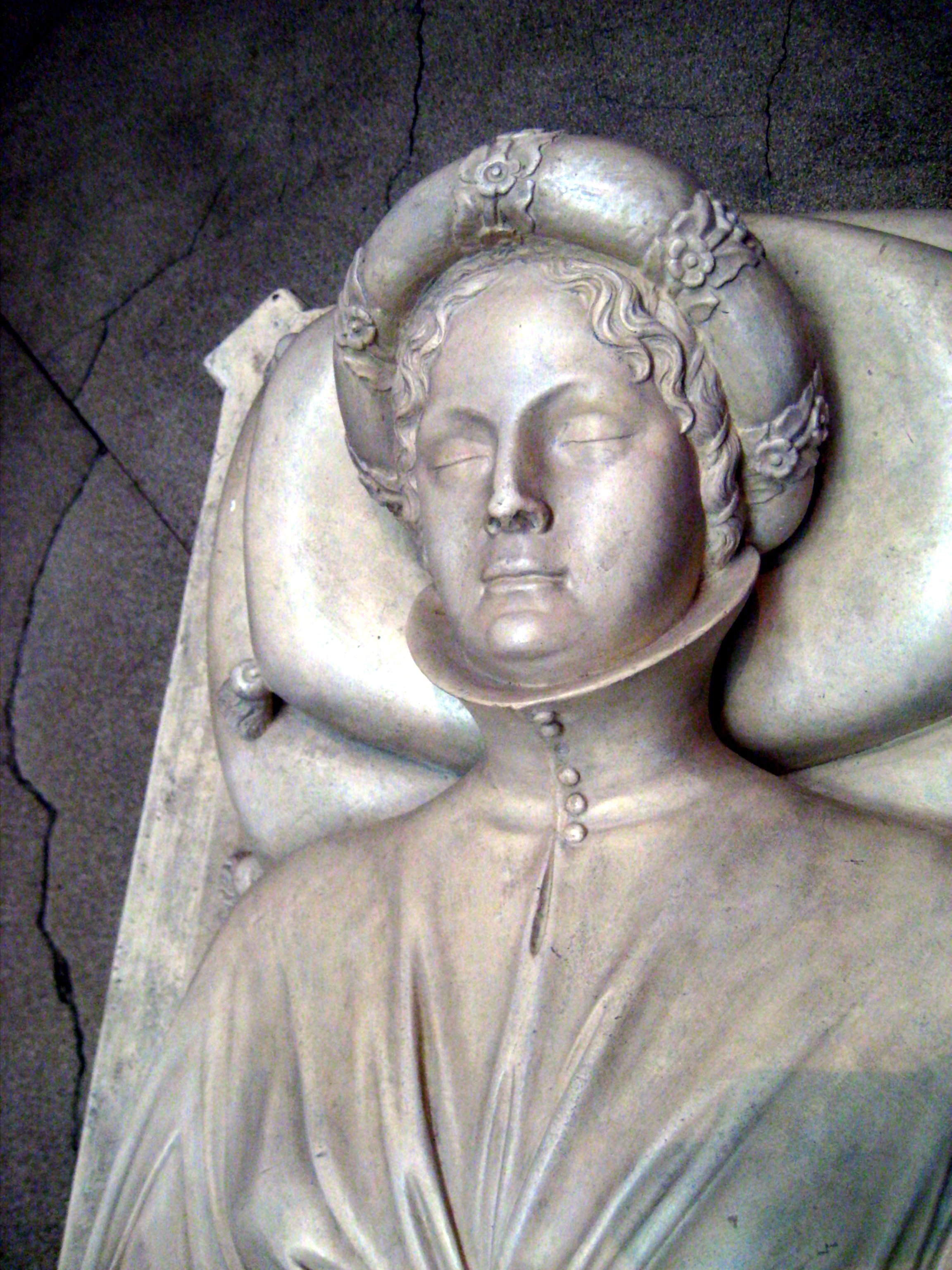
Nagrobek Hilarii del Carretto, 1406-1407
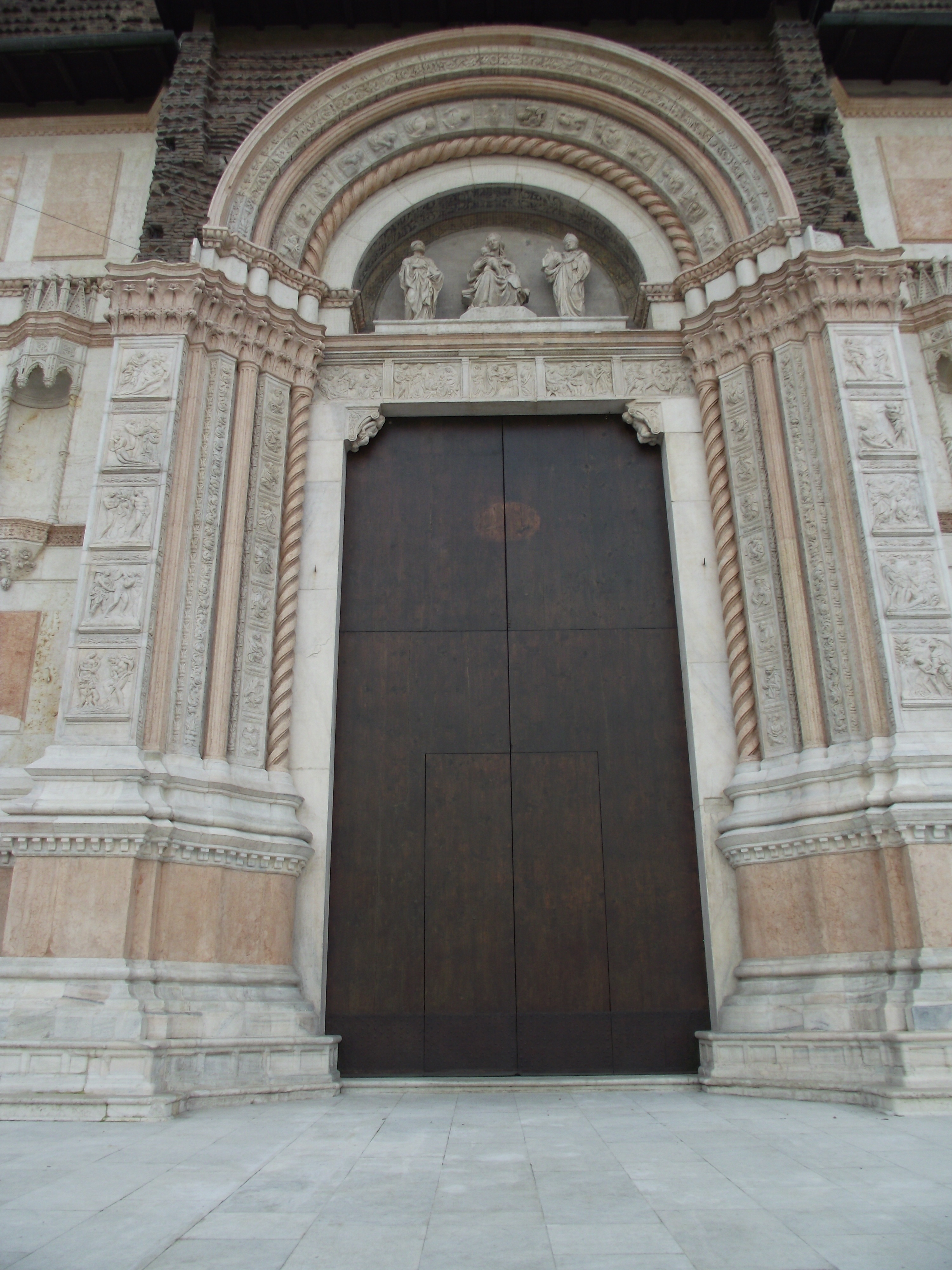
Porta Magna di San Petronio, 1425-1434
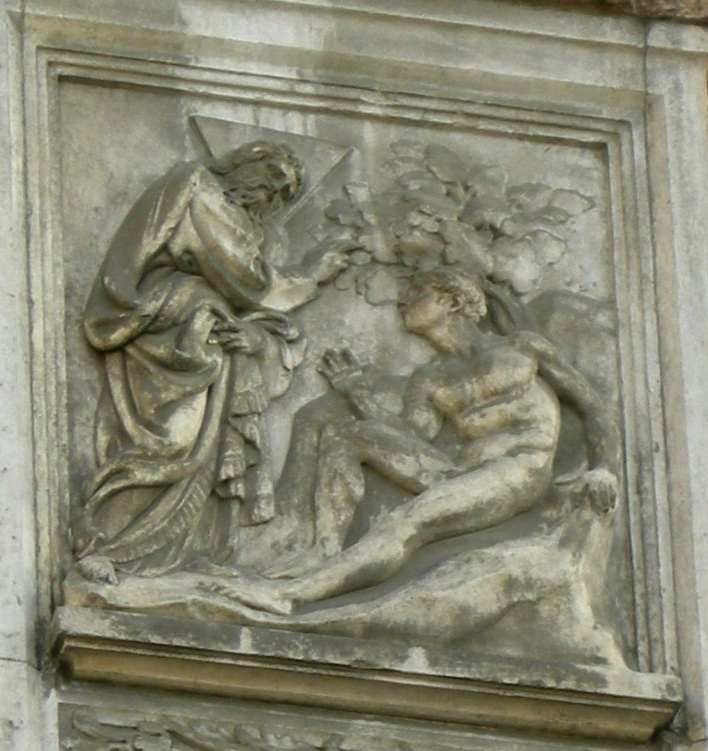
Stworzenie Adama z Porta Magna, 1425-1434
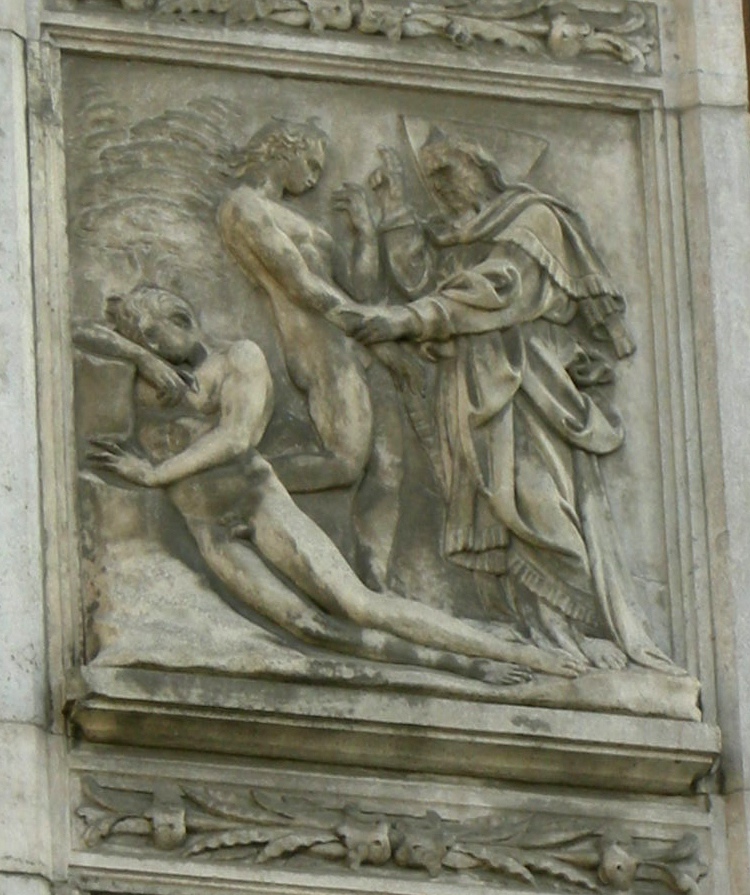
Stworzenie Ewy z Porta Magna, 1425-1434
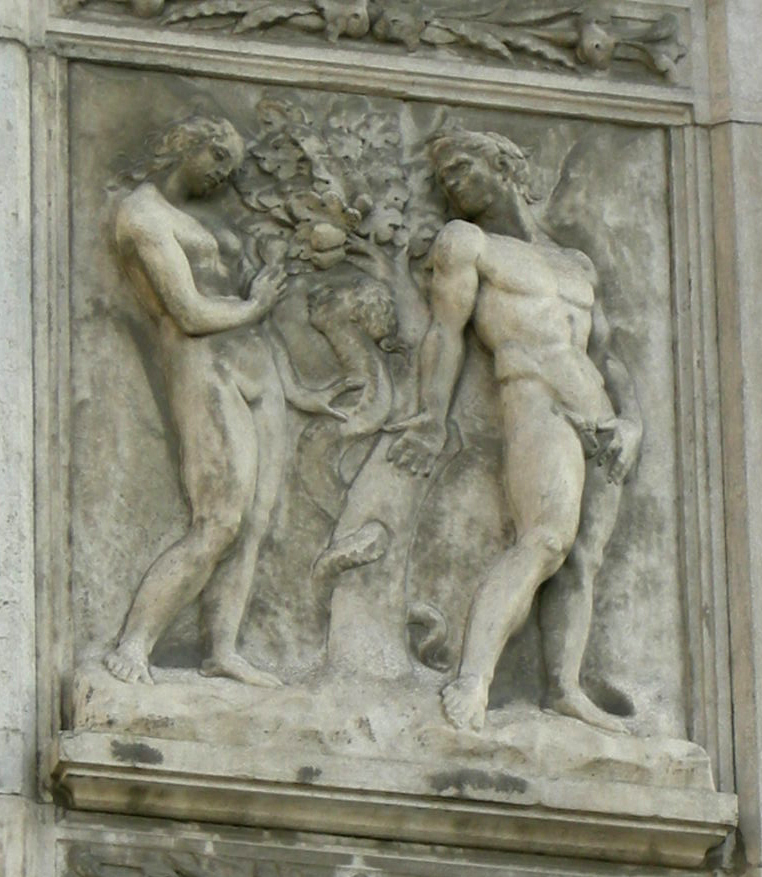
Grzech pierworodny z Porta Magna, 1425-1434
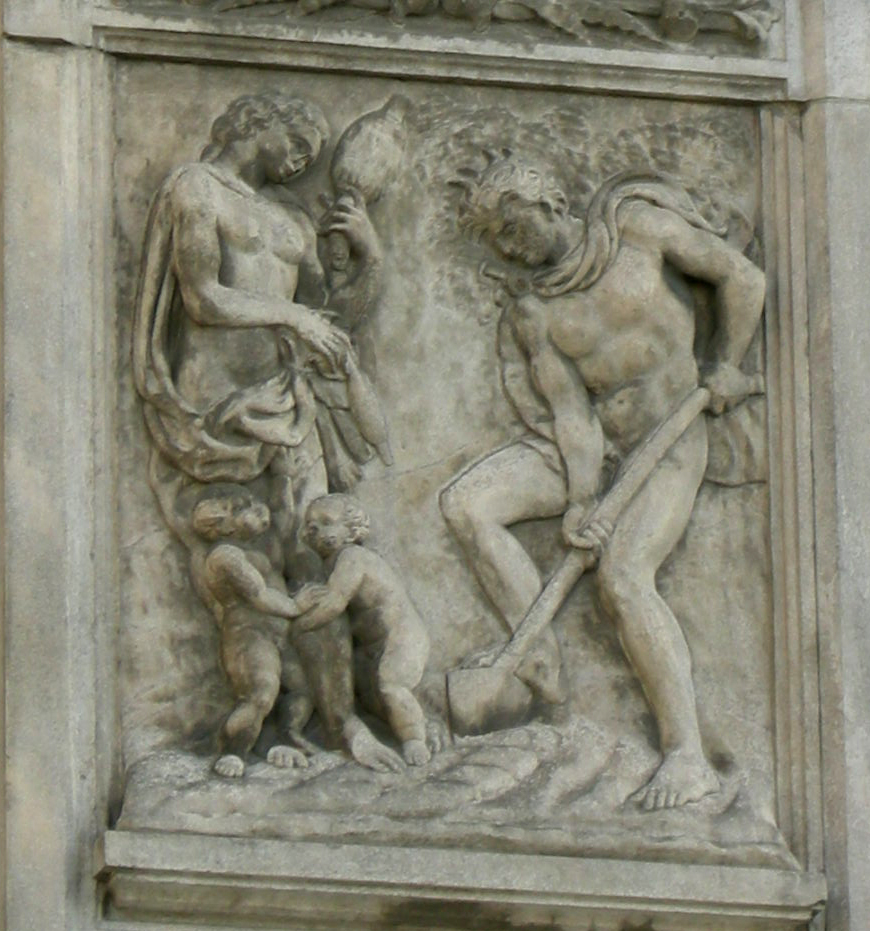
Los pierwszych rodziców z Porta Magna, 1425-1434
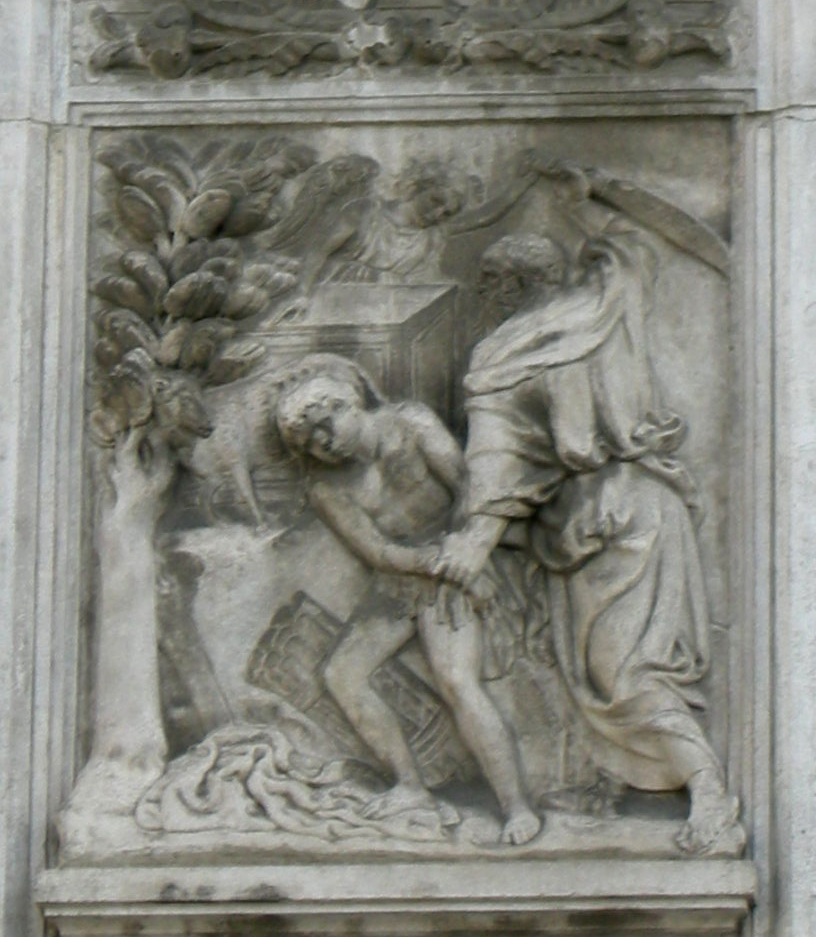
Ofiara Abrahama z Porta Magna, 1425-1434